# Cycnoches egertonianum
Cycnoches egertonianum là một loài phong lan.

## Hình ảnh

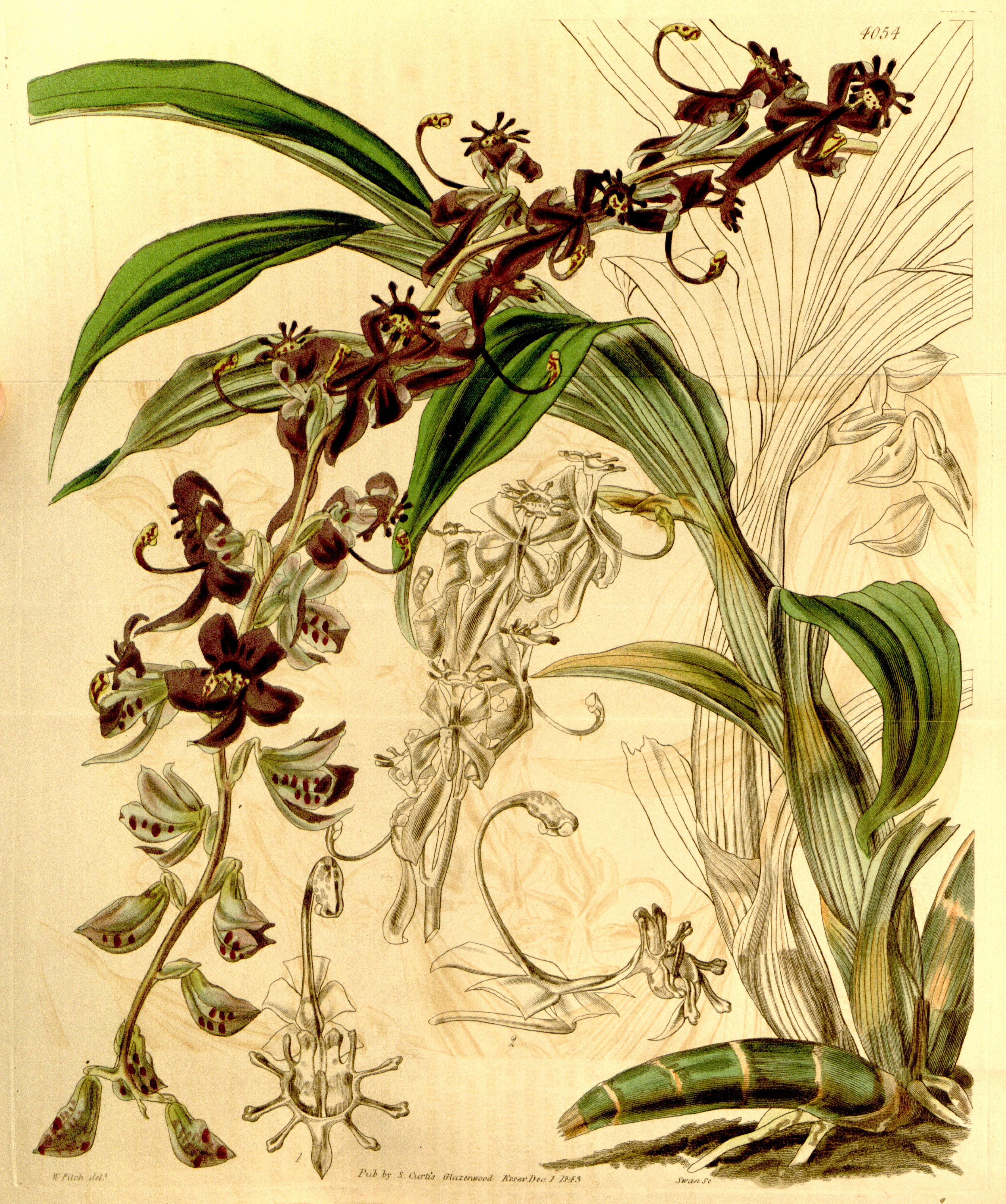